# 262 до н. е.

## Події
- Облога Акраганту[d]

## Народились
- Аполлоній Перзький

## Померли
- Зенон із Кітіона — давньогрецький філософ.
- Філемон Сіракузький